# Ioba
Ioba is een van de 45 provincies van Burkina Faso. De hoofdstad is Dano.

## Bevolking
In 1996 leefden er 161.484 mensen in de provincie. In 2019 waren dat er naar schatting 265.000.

## Geografie
Ioba heeft een oppervlakte van 3.289 km² en ligt in de regio Sud-Ouest. De provincie grenst aan Ghana.
De provincie is onderverdeeld in 7 departementen: Dano, Dissin, Koper, Niego, Oronkua, Ouessa en Zambo.

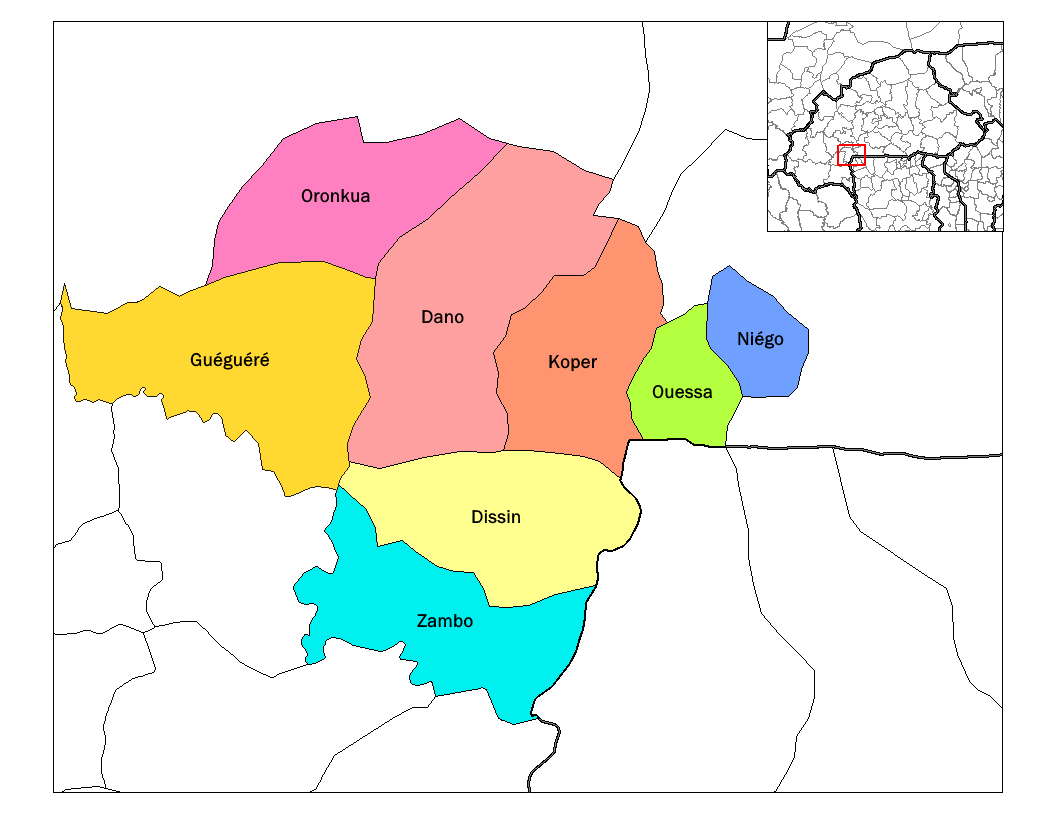
Departementen van Ioba

Balé · Bam · Banwa · Bazéga · Bougouriba · Boulgou · Boulkiemdé · Comoé · Ganzourgou · Gnagna · Gourma · Houet · Ioba · Kadiogo · Kénédougou · Komondjari · Kompienga · Kossi · Koulpélogo · Kouritenga · Kourwéogo · Léraba · Loroum · Mouhoun · Nahouri · Namentenga · Nayala · Noumbiel · Oubritenga · Oudalan · Passoré · Poni · Sanguié · Sanmatenga · Séno · Sissili · Soum · Sourou · Tapoa · Tuy · Yagha · Yatenga · Ziro · Zondoma · Zoundwéogo